# برايان هيل (لاعب هوكي الجليد)
برايان هيل هو لاعب هوكي الجليد كندي، ولد في 12 يناير 1957 في ريجاينا في كندا.

## وصلات خارجية
- برايان هيل على موقع دوري الهوكي الوطني (الإنجليزية)
- برايان هيل على موقع قاعة مشاهير الهوكي (لاعب أن.إتش.أل) (الإنجليزية)
- برايان هيل على موقع EliteProspects.com (الإنجليزية)
- برايان هيل على موقع Eurohockey.com (الإنجليزية)
- برايان هيل على موقع HockeyDB.com (الإنجليزية)
- برايان هيل على موقع Hockey-Reference.com (الإنجليزية)